# Plattdütsch Späldäl to Stralsund
Plattdütsch Späldäl to Stralsund (kurz: Plattdütsch Späldäl, hochdeutsch: Niederdeutsche Bühne) ist der Name eines Amateurtheater-Ensembles aus Stralsund, das Stücke in plattdeutscher Sprache aufführt.

## Geschichte
Die Plattdütsch Späldäl wurde im Jahr 1920 gegründet, sie ging aus dem plattdeutschen Heimatverein hervor. Zu den Gründern zählten Fritz Wähnke, Richard Burmeister, Paul Scholz, Otto Schiel und Wilhelm Puchert.
Erster Bühnenleiter war Richard Burmeister, unter dessen Leitung das Stück Ut de Preußentied von Carl Beyer eingeübt wurde. Auftrittsorte waren zunächst Saalbühnen u. a. im „Zentralpark“, dem „Zum Brunnen“ und der „Hansa-Halle“. Unter dem Nachfolger Burmeisters, Paul Schulz, spielte die Plattdütsch Späldäl erstmals im Stralsunder Theater am Kniepertor. Premiere war der 3. Dezember 1921; die Komödie Kramer Kray von Hermann Boßdorf wurde aufgeführt. Das Jahr 1921 brachte auch erste Gastspiele in der näheren Umgebung, so in Sassnitz, Grimmen und Bergen auf Rügen. Während der Niederdeutschen Woche 1923 wurden das Redentiner Osterspiel und das Singspiel De Schierenschlieper aufgeführt.
Ab 1924 übernahm Wilhelm Puchert die Bühnenleitung.
Ab 1933 wuchs die Zahl der Aufführungen. Die Plattdütsch Späldäl wurde auch zu Rundfunkaufnahmen im Deutschlandsender, Reichssender Berlin und Reichssender Hamburg gebucht. Durch die Integrierung in die nationalsozialistische Kraft-durch-Freude-Organisation gab es Auftritte in Vorpommern, Ostpommern und Stettin.
Auch nach dem Zweiten Weltkrieg blieb die Plattdütsch Späldäl erhalten. 1964 gab es ein Gastspiel in Schleswig mit dem Stück Twee to Null vör Oma von Rolf Schümann; es blieb bis zur Wende das einzige Gastspiel in Westdeutschland. Von 1965 bis 1974 wurden mangels Schauspielern nur literarische Programme aufgeführt. Erst ab 1974 wurde unter der Bühnenleitung von Wilhelm Pucherts Sohn Dietrich Puchert wieder mit Aufführungen begonnen; Heinz Medrow, Gusti Schmidt, Hans und Horst Barnewitz, Rita Jager, Bruno Scharp, Ulrich Bumann, Werner Below, Ellen Pietsch und andere zählten zu den Schauspielern. 1984 übernahm Karl Peplow die Bühnenleitung.
Mit der Wende verließen zahlreiche Schauspieler die Bühne, die fortan als eingetragener Verein betrieben wurde. Die Plattdütsch Späldäl tritt seitdem im Stadttheater, aber auch im Brauhaus hinter dem Wulflamhaus auf. Im Jahr 2001 wurde Jan Barnewitz Bühnenleiter und Petra Schwaan-Nandke künstlerische Leiterin. Im Jahr 2012 gehören dem Verein 31 Mitglieder an.

## Auszeichnungen und Ehrungen
- Kulturpreis des Landes Mecklenburg-Vorpommern (Förderpreis), 2008
- „Hervorragendes Volkskunstkollektiv“ (mehrmals)
- John-Brinckman-Preis[2]
- als eine von 4.500 Laientheatergruppen Aufnahme in die deutsche Liste des immateriellen Kulturerbes unter dem Begriff „Niederdeutsche Bühnen“ im Jahre 2014[3]